# Nowoseliwka Druha (rejon pokrowski)
Nowoseliwka Druha (ukr. Новоселівка Друга) – wieś na Ukrainie, w obwodzie donieckim, w rejonie pokrowskim. W 2001 liczyła 131 mieszkańców.